# The Angel and the Gambler
„The Angel and the Gambler“ е сингъл на британската метъл група Айрън Мейдън, от албума „Virtual XI“. Издаден е две седмици преди албумът да бъде пуснат в продажба. Песента е съкратена за видеото, което е в стил „Междузвездни войни“. То включва компютърно създаден свят, изпълнен с всевъзможни извънземни. Във видеото Блейз Бейли влиза в бар, облечен с кафява шапка и шлифер, което е взето от обложката на албума „Somewhere in Time“ и по-специално от сингъла „Stranger in a Strange Land“.

### Част първа
1. „The Angel and the Gambler“ – 9:51 (Стив Харис)
2. „Blood on the World's Hands“ (на живо) – 6:05 (Харис)
3. „Afraid to Shoot Strangers“ (концертно видео) – 6:52 (Харис)

### Част втора
1. „The Angel and the Gambler“ (скъсена версия) – 6:01 (Харис)
2. „The Aftermath“ (на живо) – 6:41 (Блейз Бейли, Яник Герс, Харис)
3. „Man on the Edge“ (видео) – 4:11 (Бейли, Герс)

## Състав
- Блейз Бейли – вокал
- Дейв Мъри – китара
- Яник Герс – китара, беквокали
- Стив Харис – бас, беквокали
- Нико Макбрейн – барабани

|  | Тази страница частично или изцяло представлява превод на страницата The Angel and the Gambler в Уикипедия на английски. Оригиналният текст, както и този превод, са защитени от Лиценза „Криейтив Комънс – Признание – Споделяне на споделеното“, а за съдържание, създадено преди юни 2009 година – от Лиценза за свободна документация на ГНУ. Прегледайте историята на редакциите на оригиналната страница, както и на преводната страница, за да видите списъка на съавторите. ВАЖНО: Този шаблон се отнася единствено до авторските права върху съдържанието на статията. Добавянето му не отменя изискването да се посочват конкретни източници на твърденията, които да бъдат благонадеждни. |